# Physetica hudsoni
Physetica hudsoni là một loài bướm đêm trong họ Noctuidae.